# Buddhistická filozofie

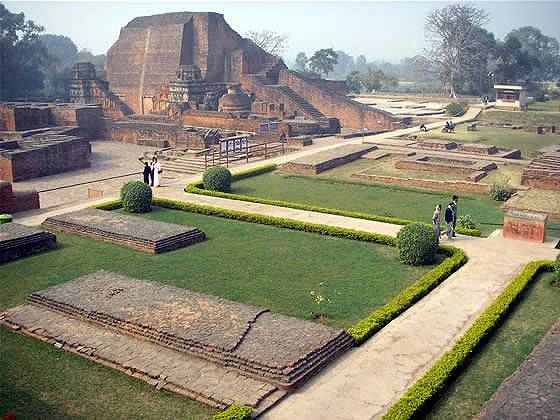
Buddhistická univerzita a klášter Nalanda byly hlavním centrem vzdělanosti v Indii od 5. století n. l. až do 12. století.

Buddhistická filozofie označuje filozofická zkoumání a systémy zkoumání, které se vyvinuly mezi různými buddhistickými školami v Indii po Buddhově parinirváně (tj. smrti) a později se rozšířily po celé Asii. Buddhistická cesta v sobě spojuje jak filozofické uvažování, tak meditaci. Buddhistické tradice představují množství buddhistických cest k osvobození a buddhističtí myslitelé v Indii a následně ve východní Asii se při analýze těchto cest zabývali tak různorodými tématy, jako je fenomenologie, etika, ontologie, epistemologie, logika a filozofie času.
Raný buddhismus byl založen na empirických důkazech získaných smyslovými orgány (ájatana) a zdá se, že Buddha si zachoval skeptický odstup od některých metafyzických otázek a odmítal na ně odpovídat, protože nevedly k osvobození, ale naopak k dalším spekulacím. Opakujícím se tématem v buddhistické filozofii byla reifikace pojmů a následný návrat k buddhistické střední cestě. 
Jednotlivé body buddhistické filozofie byly často předmětem sporů mezi různými školami buddhismu. Tato rozpracování a spory daly vzniknout různým školám raného buddhismu abhidharmy a mahájánovým tradicím, jako je Pradžňápáramita, Madhjamaka, Buddhova přirozenost a Jógáčára.